# 丽贝卡·戈尔茨坦
丽贝卡·戈尔茨坦（1950年2月23日—）是一位美国哲学家、小说家。她出生于一个猶太教正統派家庭。她有一个哥哥，是一名正统派拉比。她曾在纽约市立学院、加州大学洛杉矶分校和巴纳德学院学习。她拥有普林斯顿大学科学哲学博士学位，在普林斯顿大学就讀期間师从湯瑪斯·內格爾。 之後她回到巴纳德学院担任哲学教授。除了巴纳德学院，戈德斯坦还在哥伦比亚大学、罗格斯大学和三一學院任教。 

## 奖项
- 2014年 理查德·道金斯奖
- 2005年 美国文理科学院院士[6]
- 1996年 麦克阿瑟奖[7]